# Me resbala
Me resbala es un programa de televisión humorístico español en el que siete cómicos se someten, cada semana, a diversos juegos de improvisación. Producido por Shine Iberia (del grupo Endemol Shine Iberia), el formato se emitió en Antena 3 desde el 15 de noviembre de 2013 hasta el 18 de agosto de 2021, con Arturo Valls como presentador. En 2023, el formato pasó a emitirse en Telecinco tras la compra del programa por parte de Mediaset España, presentándolo en esta etapa Lara Álvarez. Se trata de la adaptación española del programa Vendredi tout est permis avec Arthur, que emite la cadena francesa TF1. En cuanto a su horario de emisión, en sus cuatro primeras temporadas fue los viernes en horario central, aunque su quinta temporada se emitió en lunes y miércoles y la sexta, en martes.

## Formato
En cada edición, Me resbala reúne a siete cómicos –ocho en sus tres primeras temporadas–, compiten entre sí poniendo a prueba sus dotes interpretativas mediante retos y pruebas. Entre estos juegos, la prueba estrella del espacio es el "Teatro de pendiente", en el que deben actuar en un escenario con una inclinación de 22,5º, en el que cualquier resbalón o tropiezo puede provocar caídas y deslizamientos como en un tobogán, fingiendo normalidad. En la tercera temporada el escenario se modificó para hacerlo basculante, pudiendo girar de derecha a izquierda, dificultando todavía más la prueba.
Si uno de los participantes (incluido el presentador) hace trampa en alguna prueba, suele haber una amonestación por parte del público, del presentador o los concursantes hacia el tramposo.
Al final del programa, una persona del público, también elegida al azar, decide cuál de los cómicos gana el premio por ser, en su opinión, el más divertido de la noche, que además se lleva el premio del programa: la Tapa de Alcantarilla, para después pasar a cantar y bailar todos la canción de cierre del programa (una alusión de Comedy Tonight en la versión de Antena 3, y una parodia de la canción La prendo de Bad Gyal en la versión de Telecinco) con las mejores secuencias de la noche.

## Equipo

### Presentador
| Edición      | 1    | 2    | 3    | 4    | 5         | 6    |
| Año          | 2013 | 2014 | 2015 | 2017 | 2020-2021 | 2023 |
| ------------ | ---- | ---- | ---- | ---- | --------- | ---- |
| Arturo Valls |      |      |      |      |           |      |
| Lara Álvarez |      |      |      |      |           |      |

## Temporadas y programas
| Temporada | Temporada | N.º de programas | Cadena               | Estreno                 | Final                | Audiencia final | Audiencia final |
| Temporada | Temporada | N.º de programas | Cadena               | Estreno                 | Final                | Espectadores    | Share           |
| --------- | --------- | ---------------- | -------------------- | ----------------------- | -------------------- | --------------- | --------------- |
|           | 1.ª       | 9                |                      | 15 de noviembre de 2013 | 24 de enero de 2014  | 2 607 000       | 15,1%           |
|           | 2.ª       | 8                | 28 de marzo de 2014  | 23 de mayo de 2014      | 2 186 000            | 14,7%           |                 |
|           | 3.ª       | 6                | 6 de febrero de 2015 | 13 de marzo de 2015     | 2 058 000            | 14,8%           |                 |
|           | 4.ª       | 7                | 14 de julio de 2017  | 1 de septiembre de 2017 | 1 579 000            | 15,8%           |                 |
|           | 5.ª       | 6                | 2 de marzo de 2020   | 18 de agosto de 2021    | 1 391 000            | 10,8%           |                 |
|           | 6.ª       | 9                |                      | 27 de junio de 2023     | 22 de agosto de 2023 | 776 000         | 8,0%            |
| Media     | Media     | 45               |                      | 15 de noviembre de 2013 | 22 de agosto de 2023 | 1 776 000       | 13,2%           |

## Participantes
A continuación se listan todos los cómicos que han pasado, al menos en una ocasión, por el programa hasta la fecha:
| Humorista                |            |            |            |            |            |            |
| Humorista                | Temporadas | Temporadas | Temporadas | Temporadas | Temporadas | Temporadas |
| Humorista                | 1          | 2          | 3          | 4          | 5          | 6          |
| ------------------------ | ---------- | ---------- | ---------- | ---------- | ---------- | ---------- |
| Mar Abascal              |            |            |            |            |            |            |
| Silvia Abril             |            |            |            |            |            |            |
| Toni Acosta              |            |            |            |            |            |            |
| Federico Aguado          |            |            |            |            |            |            |
| Fernando Albizu          |            |            |            |            |            |            |
| Eduardo Aldán            |            |            |            |            |            |            |
| Anabel Alonso            |            |            |            |            |            |            |
| David Amor               |            |            |            |            |            |            |
| Eloy Arenas              |            |            |            |            |            |            |
| Llum Barrera             |            |            |            |            |            |            |
| Frank Blanco             |            |            |            |            |            |            |
| Los Morancos             |            |            |            |            |            |            |
| Raúl Cano                |            |            |            |            |            |            |
| Luis Cao                 |            |            |            |            |            |            |
| Pablo Carbonell          |            |            |            |            |            |            |
| Cristina Castaño         |            |            |            |            |            |            |
| Juanma Castaño           |            |            |            |            |            |            |
| Lorena Castell           |            |            |            |            |            |            |
| María Castro             |            |            |            |            |            |            |
| Pilar Castro             |            |            |            |            |            |            |
| Carlos Chamarro          |            |            |            |            |            |            |
| La Terremoto de Alcorcón |            |            |            |            |            |            |
| Paco Collado             |            |            |            |            |            |            |
| José Corbacho            |            |            |            |            |            |            |
| Juana Cordero            |            |            |            |            |            |            |
| Juan Dávila              |            |            |            |            |            |            |
| Xavier Deltell           |            |            |            |            |            |            |
| María Esteve             |            |            |            |            |            |            |
| David Fernández          |            |            |            |            |            |            |
| Florentino Fernández     |            |            |            |            |            |            |
| Jorge Fernández          |            |            |            |            |            |            |
| El Monaguillo            |            |            |            |            |            |            |
| Carolina Ferre           |            |            |            |            |            |            |
| Josep Ferré              |            |            |            |            |            |            |
| Mariola Fuentes          |            |            |            |            |            |            |
| Luismi García            |            |            |            |            |            |            |
| Javivi                   |            |            |            |            |            |            |
| Aníbal Gómez             |            |            |            |            |            |            |
| Raúl Gómez               |            |            |            |            |            |            |
| Leo Harlem               |            |            |            |            |            |            |
| Rubén Hernández          |            |            |            |            |            |            |
| Olga Hueso               |            |            |            |            |            |            |
| Agustín Jiménez          |            |            |            |            |            |            |
| Luis Larrodera           |            |            |            |            |            |            |
| Carlos Latre             |            |            |            |            |            |            |
| Àngel Llàcer             |            |            |            |            |            |            |
| Rocío Madrid             |            |            |            |            |            |            |
| Soledad Mallol           |            |            |            |            |            |            |
| Fele Martínez            |            |            |            |            |            |            |
| Iñaki Miramón            |            |            |            |            |            |            |
| Antonio Molero           |            |            |            |            |            |            |
| Juan Muñoz               |            |            |            |            |            |            |
| Miki Nadal               |            |            |            |            |            |            |
| Goizalde Núñez           |            |            |            |            |            |            |
| Álex O'Dogherti          |            |            |            |            |            |            |
| Paz Padilla              |            |            |            |            |            |            |
| Rossy de Palma           |            |            |            |            |            |            |
| Lulú Palomares           |            |            |            |            |            |            |
| Cristina Pedroche        |            |            |            |            |            |            |
| Raúl Pérez               |            |            |            |            |            |            |
| Luís Piedrahíta          |            |            |            |            |            |            |
| Paula Prendes            |            |            |            |            |            |            |
| Paula Púa                |            |            |            |            |            |            |
| Carlos Pulido            |            |            |            |            |            |            |
| Pablo Puyol              |            |            |            |            |            |            |
| Pedro Reyes              |            |            |            |            |            |            |
| Ángel Rielo              |            |            |            |            |            |            |
| Leandro Rivera           |            |            |            |            |            |            |
| El Sevilla               |            |            |            |            |            |            |
| Santi Rodríguez          |            |            |            |            |            |            |
| Natalia Roig             |            |            |            |            |            |            |
| Secun de la Rosa         |            |            |            |            |            |            |
| Ana Rujas                |            |            |            |            |            |            |
| Pepa Rus                 |            |            |            |            |            |            |
| Los Chunguitos           |            |            |            |            |            |            |
| Antonia San Juan         |            |            |            |            |            |            |
| Laura Sánchez            |            |            |            |            |            |            |
| Carlos Santos            |            |            |            |            |            |            |
| Santiago Segura          |            |            |            |            |            |            |
| Anna Simon               |            |            |            |            |            |            |
| Cristóbal Soria          |            |            |            |            |            |            |
| Bermúdez                 |            |            |            |            |            |            |
| Edu Soto                 |            |            |            |            |            |            |
| Fernando Tejero          |            |            |            |            |            |            |
| Mariona Terés            |            |            |            |            |            |            |
| Mario Vaquerizo          |            |            |            |            |            |            |
| J. J. Vaquero            |            |            |            |            |            |            |
| Pepe Viyuela             |            |            |            |            |            |            |
| Josema Yuste             |            |            |            |            |            |            |
| María Zurita             |            |            |            |            |            |            |

     Humorista invitado

## Pruebas
- Acto reflejo: Se utiliza un falso espejo, que tiene marco pero no cristal. Uno de los cómicos hará de reflejo y tendrá que imitar los movimientos que haga su compañero, que podrá ser un contorsionista, un modelo, una gimnasta...

- Alfabody: Dos participantes han de comunicar al resto una palabra, pero para ello sólo cuentan con sus cuerpos. Deben reproducir cada una de las letras tumbados en el suelo y tratando de imitar la forma de la letra. Los espectadores lo verán desde un plano cenital.

- Apenas 3 Noticias: Dos de los cómicos tienen que hacer de presentadores del informativo e improvisar la narración de una noticia a partir de un titular que les da el presentador. Mientras lo hacen, en la pantalla van apareciendo imágenes que empiezan teniendo relación con la noticia, pero al final no tienen nada que ver. Los dos presentadores deben narrar la noticia sin reírse o como penalización serán rociados con espuma o líquido.

- Ballet todo: Cinco concursantes deberán realizar un baile, tras haber sido ejecutado por bailarines profesionales.

- Batuta madre (conocido como Director de orquesta a ciegas en la primera temporada): Uno de los cómicos tiene que ejercer de director de orquesta mientras intenta adivinar qué canción conocida está tarareando el público.

- Brincomanía: Actúan dos o tres cómicos. Uno de ellos hace de camarero y los demás estarán en un mostrador a cierta altura, de cliente. El camarero debe servirle al cliente lo que pida mientras salta en una cama elástica para alcanzar el mostrador.

- Bocabulabios: Participan dos cómicos con aparatos bucales que impiden hablar correctamente. Uno de ellos deberá pronunciar una palabra para que el otro la entienda.

- Bocadillo de carrillo:

- ¡Cómo te canta el tema!: Participan los ocho cómicos que tienen que cantar una canción con las ocho palabras escritas en la pantalla. Cada uno de ellos utilizará una palabra, que al ser usadas van desapareciendo, lo cual hará que la prueba sea cada vez más difícil.

- Chiste-ríes pierdes:

- Cógeme el conejo:

- Con sumo telefónico: Participa un cómico, que debe llamar a una pizzería real. Debe hacer un pedido con una serie de ingredientes que aparecen en una lista en la pantalla. Pero tiene varias dificultades: La principal es que un luchador de sumo le estará atacando mientras llama y luego un cómico se vestirá de luchador de sumo y le atacará también y la otra es que deberá pedir la pizza dentro del tiempo límite, para que después se pueda repartir entre las personas presentes en el público.

- De espaldas y a lo loco: En este juego, los cómicos llevarán puesto un disfraz con el que parece que están de frente, cuando realmente están de espaldas. Algo tan sencillo como servir un vaso de agua con una jarra será una misión imposible.

- Dibujódromo: Participan dos cómicos subidos, cada uno, en una Cinta de correr. Uno dibuja un concepto al otro cómico, que debe adivinarlo mientras corre. Los cambios de velocidad de la cinta provocan que hacer el dibujo sea cada vez más difícil.

- DJ Geta: Un cómico tendrá que bailar las canciones que pinche Arturo. El nombre de la prueba está inspirado en el nombre del DJ David Guetta.

- Dobla o nada: Dos cómicos deberán doblar voces de una película antigua sobre la marcha, mientras la están viendo. El argumento original es modificado, como si los actores de la película estuvieran haciendo otra cosa.

- El mago de off: Varios cómicos actúan sobre la marcha según la voz en off que irá leyendo Arturo. A continuación se muestra un vídeo al estilo de tráiler cinematográfico para saber qué han interpretado.

- El que no llora no nana: Tres participantes deberán contarle un cuento a un bebé, pero deben mencionar varias palabras que se les van dando, todas ellas muy difíciles de incluir en el argumento de un cuento. El bebé responderá riendo, gruñendo, o llorando; se meará, vomitará o incluso les rociará con espuma o líquido.

- Entrevista de altura: Los invitados deberán enfrentarse a la entrevista más vertiginosa de sus vidas. Por turnos, responderán a preguntas sencillas sin decir las palabras que contengan la letra prohibida, porque si no cumplen esta regla, se enfrentarán a la altura subiéndose al techo del plató gracias a los arneses que les ponen.

- Es taxi, ésta no: Varios cómicos suben a un taxi, conducido por uno de ellos. Los cómicos tendrán unas órdenes específicas. Cada vez que el GPS diga una palabra, el cómico correspondiente deberá hacer lo que se le ha ordenado antes en una tarjeta secreta que lee él.

- ¿Está Consuelo?: Sobre una alfombrilla situada en el suelo, los actores interpretan una escena tumbados, tratando de simular que están en pie. En la gran pantalla, se proyecta un plano cenital, haciendo creer que los cómicos están actuando de pie.

- Fotomatopeyas: Versión de "Fotomímica" que juegan tres participantes. Uno de ellos debe conseguir que los otros dos adivinen una palabra únicamente mediante sonidos. Para evitar que gesticulen, llevan las manos atadas a la espalda. Una vez adivinada, se cambian de posición.

- Fotomímica: Tres participantes juegan. Mediante mímica, uno de ellos intentará que los otros dos adivinen una palabra. Una vez adivinada, se cambian de posición.

- Giros lingüísticos: Variante de "Palabras corrientes". Participan dos cómicos. Uno tendrá que adivinar el concepto que el otro le está explicando sentado en una silla giratoria, sin decir una serie de palabras. Si se le escapa una palabra, Arturo girará la rueda de su máquina y el cómico girará en la silla.

- ¿Kara-o-Ke ase?: En una de las variantes, un cómico ha de cantar una conocida canción, entonando sobre la melodía un texto que no tiene nada que ver con ella. En otra de las variantes, desaparece la letra o la música de un karaoke y hay que seguir cantando.

- Kareto Kid: Un participante se pondrá detrás de un atril y tendrá que representar una historia que le irá leyendo el Arturo, pero solo podrá actuar mediante expresiones faciales.

- La hamburguesa prometida: Todos los cómicos se pondrán diferentes camisetas con imágenes de los ingredientes típicos de una hamburguesa. El público irá eligiendo el orden de los ingredientes, orden en el que los cómicos se tendrán que tirar en una colchoneta que simula un pan de hamburguesa.

- La Mansión de Shin Lu: Varios valientes cómicos entrarán en la mansión del malvado Shin Lu para encontrar los objetos robados que Arturo les pida mientras los secuaces de Shin Lu intentan asustarnos. No verán nada, pero los espectadores podrán observar todo lo que suceda con una cámara de infrarrojos.

- La marcha atrás: Dos cómicos escenificarán una historia, pero con una dificultad: tendrán que hacer las acciones al revés, del final al principio. El resultado se repetirá haciendo ver como quedaría si la acción sucediera correctamente. Incluye una moraleja final.

- La musicicleta: Dos concursantes deben ajustar el ritmo de una bicicleta para reproducir las canciones a la velocidad correcta.

- Lo tuyo es muy gravity: Gracias a los arneses que llevarán dos de los cómicos, tendrán que representar una escena boca abajo y con la cámara girada. De esta manera las cosas que caen se ven como si fuesen hacia arriba.

- Los hermanos pintones: Se trata de clásico juego del Pictionary llevado al extremo, ya que el lápiz que deben utilizar mide más de cuatro metros, al igual que el lienzo donde deben dibujar.

- Manos a la sombra: Dos de los cómicos, colocados detrás de una pantalla, intentarán que el tercero consiga adivinar el título de una película, serie o libro, proyectando sombras chinescas.

- Mimar pegados: Variante de la "Fotomímica". Dos cómicos transmitirán un concepto a otros dos cómicos y las dos parejas estarán unidas por un jersey.

- No te montes películas: Tras ver fragmentos de un diálogo sacado de una película, uno de los cómicos deberá improvisar réplicas para mantener una conversación con uno de los actores clásicos.

- Palabras corrientes: Juegan dos cómicos. Uno de ellos, sentado en una silla aparentemente normal, debe conseguir que el otro adivine una palabra sin mencionar ninguna de las 12 prohibidas. Si dice alguna de ellas, suelta una palabrota o levanta las manos de los reposabrazos, Arturo accionará un pulsador y el cómico recibirá una descarga eléctrica. Los cómicos y el público suelen instar a Arturo a que se siente después de haber dado una descarga a alguien de forma errónea o injusta.

- Pegar bailados: Con este juego bailarán juntos y muy revueltos. Una ruleta marcará qué partes del cuerpo deberán mantener en contacto dos cómicos. Por ejemplo: cara con nalga, axila con hombro, oreja con coxis... La música cambiará cada 15 segundos, pero las partes del cuerpo deberán permanecer siempre pegadas.

- Pero ¿gesto qué es?: En esta prueba sonará una canción que los invitados no pueden oír. Uno de ellos tiene que escenificar por mímica la letra de la canción a los demás para que adivinen el tema que está sonando.

- Pollo no he sido

- ¿Qué asco mío?

- ¿Qué me estás cantando?

- Se te ve el cartón: Juegan dos cómicos. Cada uno de ellos pone la cabeza en el agujero de una fotografía de un personaje famoso, y deben ir haciéndose preguntas el uno al otro para descubrir de qué personaje se trata. Sólo pueden hacerse preguntas que puedan responderse con "sí" o "no". Cuando uno de ellos haga una pregunta cuya respuesta sea "no", empieza a preguntar el otro y así sucesivamente, hasta que uno de los dos cómicos consiga adivinar el personaje.

- Spot tu bien: Dos concursantes tendrán que hacer como si fueran presentadores de la teletienda e improvisar el anuncio un objeto. Al cabo de un rato corto, Arturo les pedirá hacer acentos o imitar a ciertos personajes.

- Star Track

- Te pongo verde: Un invitado tendrá que representar una escena, pero sufrirá todo tipo de travesuras y trastadas a manos de unos "fantasmas" invisibles. Los ‘fantasmas’ serán dos de los cómicos que irán completamente vestidos de verde desapareciendo de la pantalla gracias a la tecnología del croma.

- Teatro ceado: Dos de los participantes empezarán a representar un papel que les indique Arturo, pero cada pocos segundos, este para el tiempo y los demás cómicos atrezarán a los cómicos protagonistas con vestuarios de un personaje nuevo, viéndose así forzados a adaptar su papel cuando Arturo apriete el botón para retomar la escena.

- Teatro pello: Variante del "Teatro de Pendiente" no apta para claustrofóbicos. La pared del fondo del escenario avanza durante la representación tirando lo que se encuentre en escena: mobiliario, atrezo, escenografía incluso a los propios cómicos.

- Teatro de pendiente: Prueba estrella del programa. Los participantes tienen que escenificar un sketch en un decorado construido con un desnivel del 22,5º. El objetivo de los participantes es actuar con normalidad, como si el set estuviera nivelado, pero la inclinación provoca que sea muy difícil conseguirlo. Arturo les irá indicando qué deben representar, improvisando como si fueran sus marionetas (algunas veces, Arturo se mete en el teatro haciendo de otro personaje, entonces uno de los cómicos hará de voz en off). Cada semana, el decorado muestra un lugar distinto: una habitación de un hospital, el salón de una casa, un gimnasio, un baño, un laboratorio, un restaurante, un cementerio, un casino, un submarino, un juzgado... En cuatro programas de la tercera temporada, el teatro oscila de un lado a otro.

- ¿Te dance queen?: Los cómicos tendrán que competir, los que se sientan en el sillón de abajo contra los del sillón de arriba, para ver quién baila mejor diferentes canciones, estilos y bandas musicales. Al final, lo decidirá el público con sus aplausos. A partir de la cuarta temporada, Arturo participa en esta prueba.

- Tiranteces

- Tiro al pichón: Un cómico se pondrá un arnés y se elevará unos metros. El cómico tendrá que escenificar por mímica un refrán a Arturo. Tendrá 40 segundos para imitarlo, pero si no consigue adivinarlo antes de que acabe el tiempo, toda la gente presente en plató lanzará bolas de plástico de colores al cómico hasta que Arturo consiga acertar.

- ¡Todos a juglar!: Dos cómicos intentarán cortejar a la encantadora princesa recitando un poema con tres palabras que aparecerán en la pantalla. Uno canta al estilo juglar y otro al estilo rapero. Al final la princesa canta otra canción, incluyendo tres palabras, para decidir con qué pretendiente se queda.

- Transmisión imposible: Versión con mímica del clásico juego del teléfono escacharrado. Todos los cómicos se ponen en fila y el último debe representar con gestos un refrán o dicho popular que le muestra Arturo. El siguiente en la fila deberá representar lo que haya entendido al que está delante de él, y así hasta llegar al primero de la fila, que deberá decir de qué refrán o dicho cree que se trata. El proceso se repite en la siguiente vuelta, pero se invierte el orden.

- ¡Vibra la gente!: Dos cómicos se tumban sobre dos camas vibradoras. Deberán interpretar una breve escena y cantar una canción.

## Versiones internacionales
| País                       | Nombre del programa                  | Presentador          | Canal                    | Primera emisión         |
| -------------------------- | ------------------------------------ | -------------------- | ------------------------ | ----------------------- |
| Alemania                   | Jetzt wird’s schräg                  | Jochen Schropp       | Shine Germany            | 18 de julio de 2014     |
| Australia                  | Slide Show                           | Grant Denyer         | Seven Network            | 7 de agosto de 2013     |
| Colombia                   | Me caigo de la risa                  | Jorge Enrique Abello | Canal RCN                | 5 de marzo de 2016      |
| Dinamarca                  | Rundt På Gulvet                      | Lars Hjortshøj       | TV 2                     | 1 de septiembre de 2013 |
| España                     | Me resbala                           | Arturo Valls         | Antena 3                 | 15 de noviembre de 2013 |
| España                     | Me resbala                           | Lara Álvarez         | Telecinco                | 27 de junio de 2023     |
| Estados Unidos             | Riot                                 | Rove McManus         | Fox Broadcasting Company | 13 de mayo de 2014      |
| Francia (versión original) | Vendredi tout est permis avec Arthur | Arthur               | TF1                      | 16 de diciembre de 2011 |
| Italia                     | Stasera tutto è possibile            | Amadeus              | Rai 2                    | 8 de septiembre de 2015 |
| México                     | Me caigo de risa                     | Faisy                | Canal 5                  | 4 de marzo de 2014      |
| Portugal                   | Vale Tudo                            | João Manzarra        | SIC                      | 12 de enero de 2013     |
| Quebec                     | Ce soir tout est permis              | Éric Salvail         | V                        | 17 de noviembre de 2014 |
| Uruguay                    | Me resbala                           | Rafael Villanueva    | Teledoce                 | 4 de febrero de 2015    |